# Il mercato degli schiavi
Il mercato degli schiavi (in francese Le Marché d'esclaves; in inglese The Slave Market) è un dipinto del pittore francese Jean-Léon Gérôme. Realizzato intorno al 1866, è un dipinto a olio su tela di dimensioni 84,8 cm per 63,5 cm. La trama dell'immagine è costruita attorno alla scelta di una concubina nel mercato arabo. Il dipinto è esposto al Clark Art Institute.

## Storia
Nel 1844, a Parigi, Jean-Léon Gérôme divenne allievo di Charles Gleyre (1806-1874). Gli allievi di Gleyre comprendevano Monet, Renoir, Basile e Whistler. La simpatia di Gleyre per Fidia e Raffaello già a quel tempo sembrava antiquata, ma i suoi allievi li usavano quando dipingevano scene storiche, bibliche e mitologiche. In particolare, Gérôme visitò più volte il Medio Oriente, ed era ben consapevole che ufficialmente la tratta degli schiavi nell'Impero Ottomano durante il periodo Tanzimat era seriamente limitata, anche sotto la pressione degli alleati europei dei turchi. Tuttavia, la trama di Gérôme non contiene solo una scena di una storia recente al momento in cui la dipinse.
Il tema della tratta araba di una schiava di Jean-Leon Gérôme è apparso in un contesto sociale specifico, quando le modelle erano costantemente a disposizione dell'artista in studio. Alla fantasia di un uomo che domina una donna, di un possesso assoluto dei corpi delle donne, si contrappone un sentimento di ferocia, crudeltà, bassezza e lussuria della tratta degli schiavi. I dipinti di questo soggetto portarono un tocco scandaloso al lavoro di Jean-Léon Gérôme, che contribuì all'aumento della fama dell'artista.
Il dipinto venne acquistato da Adolphe Goupil il 23 agosto 1866 e nel 1867 venne esposto al Salon di Parigi. L'opera venne acquistata e venduta varie volte finché nel 1930 non venne comprata da Robert Sterling Clark. Dal 1955 fa parte della collezione dell'istituto d'arte.

## Descrizione

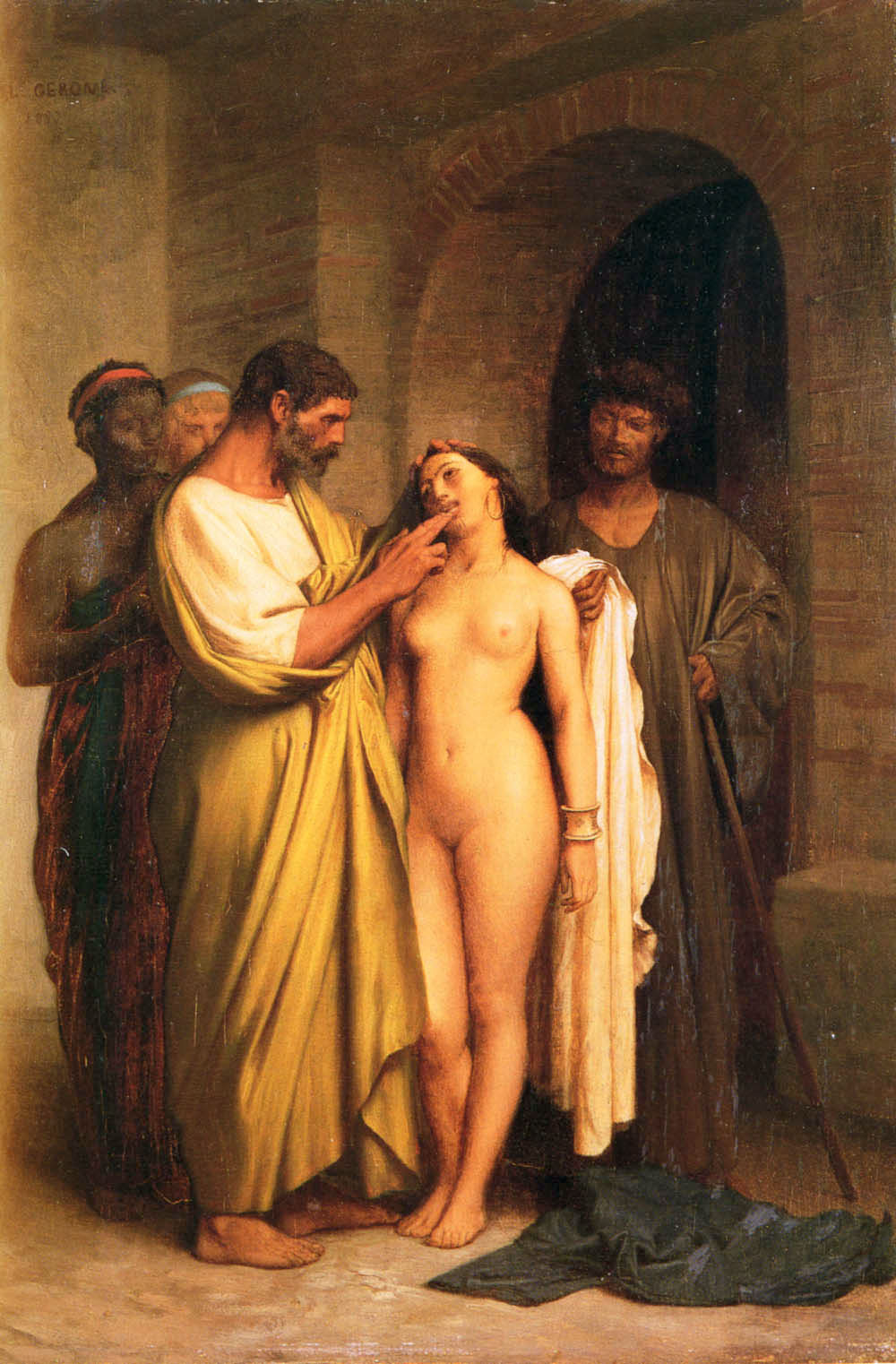
L'opera Acquisto di una schiava, del 1857, realizzata dieci anni prima del Mercato degli schiavi

Il dipinto presenta un'ambientazione mediorientale o nordafricana non specifica nella quale un uomo ispeziona i denti di una schiava nuda. Sullo sfondo si vedono dei compratori che ispezionano un uomo nudo dalla pelle scura. Maxime Du Camp, che aveva lavorato intensamente in Medio Oriente, recensì il dipinto esposto al Salone del 1867. Egli individuò la scena nel mercato degli schiavi de Il Cairo e descrisse il quadro come "una scena fatta sul posto". Egli descrisse la donna in vendita come "un'abissina" e definì il venditore un "brigante avvezzo a ogni sorta di rapimento". Secondo lui, la povera fanciulla in piedi è "sottomessa, umile e rassegnata".
Le prime raffigurazioni del commercio di schiavi di Gérôme precedono Il mercato degli schiavi e alcune sono ambientate nel mondo classico. In effetti, egli aveva dipinto una scena molto simile nel 1857, intitolata Acquisto di una schiava, ambientata nel mondo greco o romano, nella quale le differenze etniche tra il compratore, il venditore e la schiava non sono così evidenti.

## Utilizzo nei media
Nel 2019 il partito politico di destra Alternative für Deutschland (lett. "Alternativa per la Germania") adoperò il dipinto per una pubblicità politica in vista delle elezioni europee del 2019. La ristampa venne accompagnata dagli slogan "Gli europei votino AfD!" o "Così che l'Europa non diventi un'Eurabia!". Deutsche Welle riportò come il quadro fosse stato adoperato con un intento razzista, in quanto raffigurava suggestivamente degli uomini dalla pelle scura, barbuti e con dei turbanti che "esaminavano i denti di una donna bianca nuda". L'istituto d'arte statunitense denunciò pesantemente l'AfD per quest'uso del dipinto.

## Citazioni e parodie

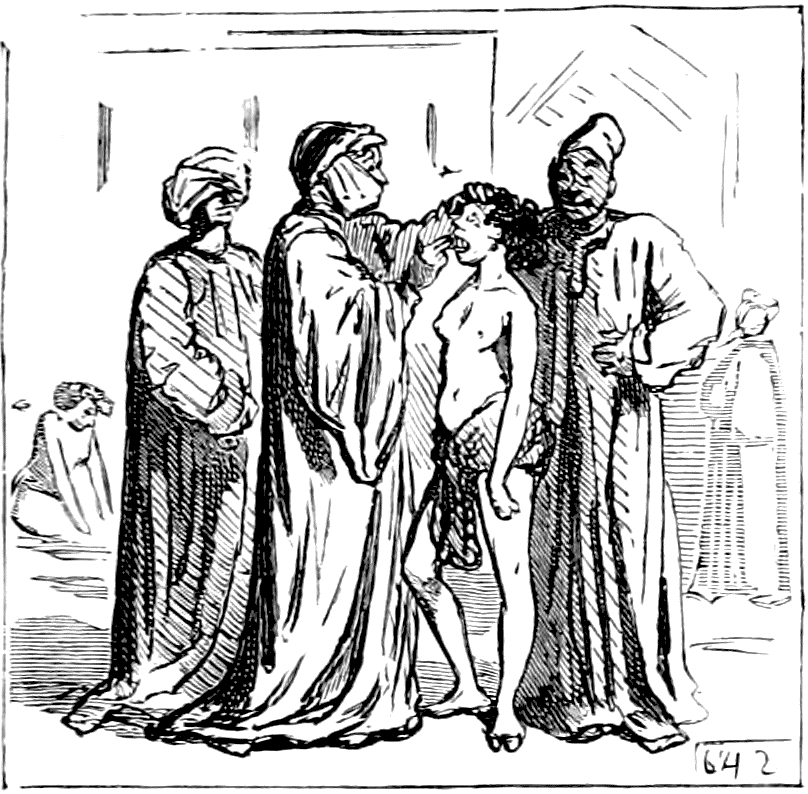
La vignetta di Cham che parodia l'opera

Nel 1867 il vignettista Cham realizzò una serie di vignette per il giornale Le Charivari che parodiavano le varie tele esposte al Salone di quell'anno, incluso Il mercato degli schiavi. La didascalia in francese recita: "Un Arabe qui a mal aux dents achète un esclave pour lui mâcher son dîner" ("Un arabo con il mal di denti compra uno schiavo per fargli masticare la sua cena").